# Società di Ginnastica e Scherma Fortitudo 1921-1922
Questa pagina raccoglie i dati riguardanti la S.G.S. Fortitudo nelle competizioni ufficiali della stagione 1922-1923.

## Stagione
La Fortitudo vinse per la terza volta consecutiva il campionato laziale e, approfittando dello spostamento delle compagini toscane nei gironi settentrionali, vinse il campionato della Lega Sud battendo in finale la Puteolana per 2-0. Secondo l'articolo 21 dello statuto della Confederazione Calcistica Italiana, la finalissima contro il campione settentrionale (la Pro Vercelli) avrebbe dovuto disputarsi in gara unica a Roma, ma la CCI cambiò in corsa le regole imponendo una gara di ritorno a Vercelli.
La Fortitudo solo alcuni mesi prima (Pasqua 1922) aveva fermato sul pari in amichevole il Genoa finalista settentrionale, ma perse entrambe le sfide contro la Pro Vercelli, per 0-3 nella capitale e per 2-5 in Piemonte. I vercellesi conquistarono così il loro settimo titolo nazionale.

## Rosa
| N. |                   | Ruolo | Calciatore            |
| -- | ----------------- | ----- | --------------------- |
|    | Italia (bandiera) | P     | Vittori               |
|    | Italia (bandiera) | D     | Aurelio Lommi         |
|    | Italia (bandiera) | D     | Augusto Baroncino     |
|    | Italia (bandiera) | D     | Ferraris I            |
|    | Italia (bandiera) | C     | Attilio Ferraris      |
|    | Italia (bandiera) | C     | Angelo Sansoni I      |
|    | Italia (bandiera) | C     | Gioacchino Sansoni II |

| N. |                   | Ruolo | Calciatore           |
| -- | ----------------- | ----- | -------------------- |
|    | Italia (bandiera) | C     | Alberto Sansoni III  |
|    | Italia (bandiera) | A     | Antonio Bianchi      |
|    | Italia (bandiera) | A     | Alessandroni         |
|    | Italia (bandiera) | A     | Fernando Canestrelli |
|    | Italia (bandiera) | A     | Bramante             |
|    | Italia (bandiera) | A     | Guidotti             |
|    | Italia (bandiera) | A     | Giulio Sansoni IV    |

## Risultati

### Prima Divisione

#### Girone laziale

##### Girone di andata
| Roma 6 novembre 1921 1ª giornata | Fortitudo | 4 – 1 Annullata referto | Tiberis | \| Arbitro: \| Perugini \| |
| Arbitro:                         | Perugini  |                         |         |                            |

| Roma 20 novembre 1921 2ª giornata | Fortitudo | 4 – 0 | Audace Roma |  |

| Roma 27 novembre 1921 3ª giornata | Fortitudo     | 5 – 0 Annullata referto | Vittoria Roma | \| Arbitro: \| Cianci (Roma) \| |
| Arbitro:                          | Cianci (Roma) |                         |               |                                 |

| Roma 4 dicembre 1921 4ª giornata | Fortitudo | 2 – 1 | Lazio |  |

| Tivoli 11 dicembre 1921 5ª giornata | Tivoli | 0 – 1 | Fortitudo |  |

| Roma 18 dicembre 1921 6ª giornata | Pro Roma | 0 – 2 | Fortitudo |  |

| Roma 7 maggio 1922 7ª giornata                                    | Roman     | 1 – 1 referto    | Fortitudo |  |
| \| \| \| \| \| Parmigiani 85’ \| Marcatori \| 57’ Alessandroni \| |           |                  |           |  |
|                                                                   |           |                  |           |  |
| Parmigiani 85’                                                    | Marcatori | 57’ Alessandroni |           |  |

| Roma 15 gennaio 1922 8ª giornata | Fortitudo | 3 – 0 | Juventus Audax | Campo alla Madonna del Riposo |

| Arbitro: | Migliorini |

|                  |           |          |
| Ferraris III 29’ | Marcatori | 36’ Papi |

| 29 gennaio 1922 10ª giornata |  | – Turno di riposo |  |  |

| Roma 5 febbraio 1922 11ª giornata | Fortitudo | 1 – 0 | Alba Roma | Campo di Via Casilina |

##### Girone di ritorno
| Roma 12 febbraio 1922 12ª giornata                                        | Fortitudo | 3 – 0 referto | Tivoli | Campo alla Madonna del Riposo |
| \| \| \| \| \| Sansoni IV 31’ Bramante 71’ ? ?’ (rig.) \| Marcatori \| \| |           |               |        |                               |
|                                                                           |           |               |        |                               |
| Sansoni IV 31’ Bramante 71’ ? ?’ (rig.)                                   | Marcatori |               |        |                               |

| Roma 19 febbraio 1922 13ª giornata | Fortitudo | 3 – 0 referto | Pro Roma | Campo della Farnesina\| Arbitro: \| Cornaro \| |
| Arbitro:                           | Cornaro   |               |          |                                                |

| Roma 26 febbraio 1922 14ª giornata | Juventus Audax | 0 – 2 referto | Fortitudo | Campo dell'Olmo\| Arbitro: \| Giuffrè \| |
| Arbitro:                           | Giuffrè        |               |           |                                          |

| Roma 5 marzo 1922 15ª giornata                           | Alba Roma | 0 – 1 referto          | Fortitudo | Campo alla Madonna del Riposo |
| \| \| \| \| \| \| Marcatori \| 30’ (rig.) Canestrelli \| |           |                        |           |                               |
|                                                          |           |                        |           |                               |
|                                                          | Marcatori | 30’ (rig.) Canestrelli |           |                               |

| 12 marzo 1922 16ª giornata |  | – Turno di riposo |  |  |

| Arbitro: | Maiani |

|  |           |                                    |
|  | Marcatori | 3’, 24’ Canestrelli 10’ Sansoni II |

| Roma 26 marzo 1922 18ª giornata                                  | Audace Roma | 1 – 3 referto                | Fortitudo |  |
| \| \| \| \| \| ? \| Marcatori \| Guidotti Bianchi Canestrelli \| |             |                              |           |  |
|                                                                  |             |                              |           |  |
| ?                                                                | Marcatori   | Guidotti Bianchi Canestrelli |           |  |

| Arbitro: | Tomassini |

|                                                                    |           |                                         |
| Furia 15’ Sansoni II 19’ (aut.) Saraceni II 26’, ?’ Bernardini 40’ | Marcatori | 61’ (rig.) Canestrelli 73’ (aut.) Dosio |

| Roma 9 aprile 1922 20ª giornata                                                        | Fortitudo | 3 – 1 referto | Roman |  |
| \| \| \| \| \| Canestrelli ?’ (rig.), ?’ (rig.) Guidotti \| Marcatori \| 30’ Donati \| |           |               |       |  |
|                                                                                        |           |               |       |  |
| Canestrelli ?’ (rig.), ?’ (rig.) Guidotti                                              | Marcatori | 30’ Donati    |       |  |

#### Fase finale Lega Sud
| Torre Annunziata 28 maggio 1922 Semifinali                  | Fortitudo | 4 – 1 referto | Audace Taranto | Campo Oncino |
| \| \| \| \| \| Bianchi ?’, 65’ ? \| Marcatori \| Manzoni \| |           |               |                |              |
|                                                             |           |               |                |              |
| Bianchi ?’, 65’ ?                                           | Marcatori | Manzoni       |                |              |

| Roma 4 giugno 1922 Finale                              | Fortitudo | 2 – 0 referto | Puteolana | Stadio Nazionale |
| \| \| \| \| \| Lobianco ?’ (aut.) ? \| Marcatori \| \| |           |               |           |                  |
|                                                        |           |               |           |                  |
| Lobianco ?’ (aut.) ?                                   | Marcatori |               |           |                  |

#### Finalissima
| Arbitro: | Malvano (Torino) |

|  |           |                           |
|  | Marcatori | 30’ Rampini Ceria 86’ Gay |

| Arbitro: | Veneziani |

|                                            |           |                                  |
| Gay 9’ Ardissone 17’, 85’, 88’ Rampini 79’ | Marcatori | 35’ Canestrelli 81’ Alessandroni |